# Felsritzungen von Rudlå
Koordinaten: 58° 58′ 17,3″ N, 5° 43′ 16,7″ O
Die Felsritzungen von Rudlå liegen in dem gleichnamigen Park in Stavanger in der Fylke Rogaland in Norwegen.
Der leicht nach Süden geneigte Aufschluss mit Petroglyphen aus der Bronzezeit liegt am Rande des Parks, in dem es mehrere Aufschlüsse gibt, aber nur einer hat Ritzungen. Basierend auf dem Design unterscheiden die Archäologen zwischen Ritzungen der Jäger und Sammler und denen der Ackerbauern wie die von Rudlå.
Die Figuren bestehen aus Schiffen, Schälchen, Sonnenkreisen, Fußabdrücken und einer ungewöhnlichen Axtfigur. Von den vier Schiffsfiguren sind zwei etwa 80 cm lang und zwei 20–30 cm lang. Sie haben die typischen vertikalen Striche, die als Mannschaft interpretiert werden. Einige der etwa 10 Schälchen berühren die Linien der Schiffsfiguren oder überlappen sie. Sie sind 5,0 bis 6,0 cm breit und gut sichtbar. Die Fußabdrücke sie sind etwa 30 cm lang. Der Bereich ist stark von Erosion bedroht.